# Lijst van trainers van Al-Jazira Club
Dit is een lijst van trainers van het eerste elftal van Al-Jazira Club.

## Trainers
| Naam               | Land van herkomst     | Begin periode    | Einde periode    | Prijzen                             | Opmerkingen/Wijze van vertrek                   |
| ------------------ | --------------------- | ---------------- | ---------------- | ----------------------------------- | ----------------------------------------------- |
| Jair Pereira       | Brazilië              | 1983             | 1983             | First Division League               |                                                 |
| György Szager      | Hongarije             | 1 juli 1983      | 30 juni 1984     |                                     |                                                 |
| Nikolai Kiselev    | Rusland               | 1989             | 1993             |                                     |                                                 |
| Nikolai Kiselev    | Rusland               | 1994             | 1995             |                                     |                                                 |
| Chris Dekker       | Nederland             | 1995             | 1995             |                                     |                                                 |
| Dzemaludin Musovic | Bosnië en Herzegovina | 1 juli 1997      | 30 juni 1998     |                                     |                                                 |
| Rinus Israël       | Nederland             | 1 juli 1998      | 30 juni 1999     |                                     |                                                 |
| Jan Pivarnik       | Rusland               | 1 juli 1999      | 30 juni 2000     |                                     |                                                 |
| Jan Versleijen     | Nederland             | 2001             | 2003             |                                     |                                                 |
| André Wetzel       | Nederland             | 2004             | 2004             |                                     |                                                 |
| Sef Vergoossen     | Nederland             | 26 april 2004    | 1 december 2005  |                                     |                                                 |
| André Wetzel       | Nederland             | 1 juli 2004      | 1 januari 2005   |                                     |                                                 |
| Piet Hamberg       | Nederland             | 1 juli 2004      | 30 juni 2006     |                                     |                                                 |
| Jan Versleijen     | Nederland             | 1 maart 2006     | 30 juni 2007     |                                     |                                                 |
| László Bölöni      | Roemenië              | 28 juni 2007     | 30 juni 2008     | GCC Club Cup, UAE Federation Cup    |                                                 |
| Abel Braga         | Brazilië              | 2 juli 2008      | 7 juni 2011      | UAE League Cup, UAE President's Cup | Ontslag genomen, Alejandro Sabella vervangt hem |
| Alejandro Sabella  | Argentinië            | 1 juli 2011      | 29 juli 2011     |                                     | Contract getekend bij Argentinië                |
| Frank Vercauteren  | België                | 18 augustus 2011 | 7 maart 2012     | UAE President's Cup                 | Ontslagen                                       |
| Caio Júnior        | Brazilië              | 8 maart 2012     | 31 mei 2012      |                                     | Ontslagen                                       |
| Paulo Bonamigo     | Brazilië              | 3 juni 2012      | 22 februari 2013 |                                     | Ontslagen, Luis Milla vervangt hem              |
| Luis Milla         | Spanje                | 23 februari 2013 | 25 oktober 2013  |                                     | Ontslagen, Walter Zenga vervangt hem            |
| Walter Zenga       | Italië                | 25 oktober 2013  | 14 mei 2014      |                                     | Ontslagen, Eric Gerets vervangt hem             |
| Eric Gerets        | België                | 1 juni 2014      | 16 juni 2015     |                                     | Ontslagen                                       |
| Abel Braga         | Brazilië              | 16 juni 2015     | 12 december 2015 |                                     | Ontslagen                                       |
| Henk ten Cate      | Nederland             | 1 januari 2016   | 15 mei 2018      | UAE President's Cup, UAE Pro League | Gestopt, Marcel Keizer vervangt hem             |
| Marcel Keizer      | Nederland             | 2 juni 2018      | 8 november 2018  |                                     | Ontslagen, Damiën Hertog vervangt hem           |
| Damiën Hertog      | Nederland             | 8 november 2018  | 8 juni 2019      |                                     | Jurgen Streppel vervangt hem                    |
| Jurgen Streppel    | Nederland             | 1 juli 2019      | 11 oktober 2019  |                                     | Ontslagen, Marcel Keizer vervangt hem           |
| Marcel Keizer      | Nederland             | 13 oktober 2019  | 30 juni 2023     | UAE Super Cup, UAE Pro League       | Frank de boer vervangt hem                      |
| Frank de Boer      | Nederland             | 1 juli 2023      | 11 december 2023 |                                     | Ontslagen                                       |
| Bob de Klerk       | Nederland             | 13 december 2023 | 5 januari 2024   |                                     | Mirel Rădoi vervangt hem                        |
| Mirel Rădoi        | Roemenië              | 5 januari 2024   | 8 april 2024     |                                     | Ontslagen                                       |
| Grégory Dufrennes  | Frankrijk             | 9 april 2024     |                  |                                     |                                                 |